# Xian de Huma
Pour les articles homonymes, voir Huma (homonymie).
Le xian de Huma (en chinois : 呼玛县 ; pinyin : Hūmǎ Xiàn) est un district administratif de la province du Heilongjiang en Chine, limitrophe de la Russie. Il est placé sous la juridiction de la préfecture de Daxing'anling.

## Démographie
La population du district était de 344 354 habitants en 1999.